# Nemeritis elegans
Nemeritis elegans là một loài tò vò trong họ Ichneumonidae.